# Fasan
Fasan (Phasianus colchicus) är en hönsfågel som ursprungligen bara fanns i södra Asien, men som introducerats till många platser runt om i världen, däribland Europa och det finns tusentals i Sverige, där den på många håll har förvildats.

## Utbredning och systematik

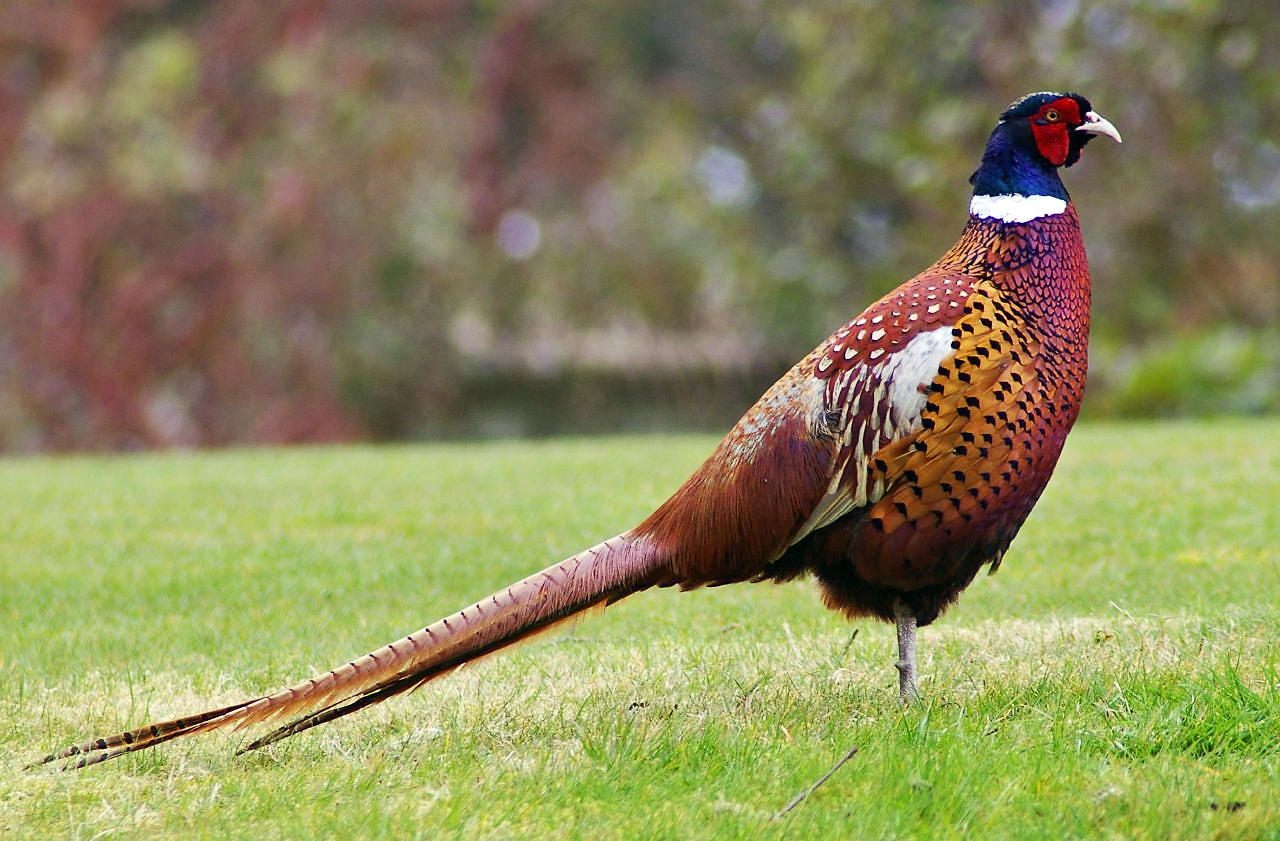
Denna tupp uppvisar en tydlig vit halsring varför den hänförs till torquates-typen från Kina, men det europeiska beståndet av fasan består i stor utsträckning av hybrider mellan flera underarter.

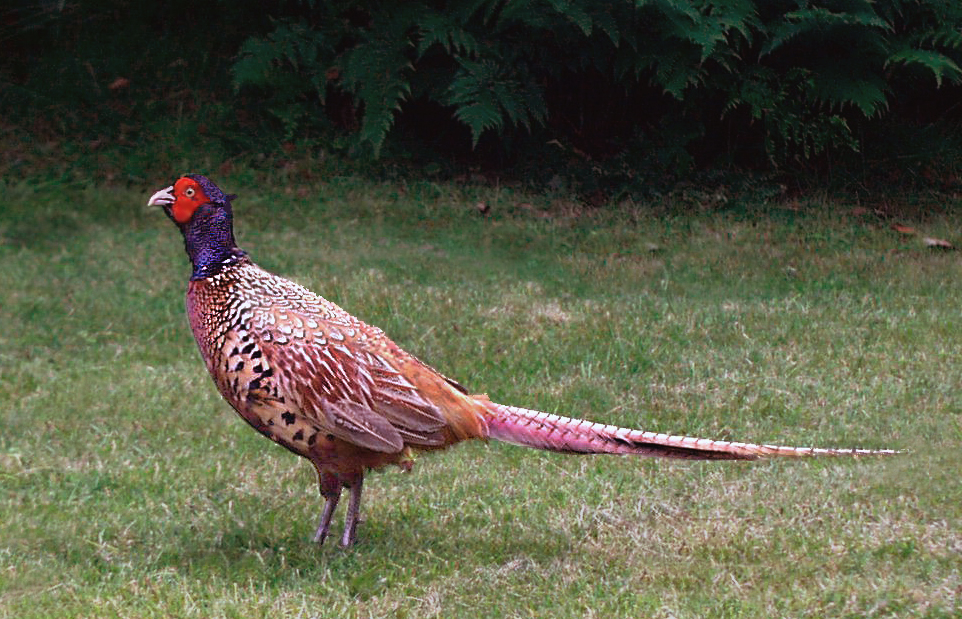
Denna tupp uppvisar ingen vit halsring och har en brunröd övergump varför den hänförs till colchicus-typen från bland annat Kaukasus.

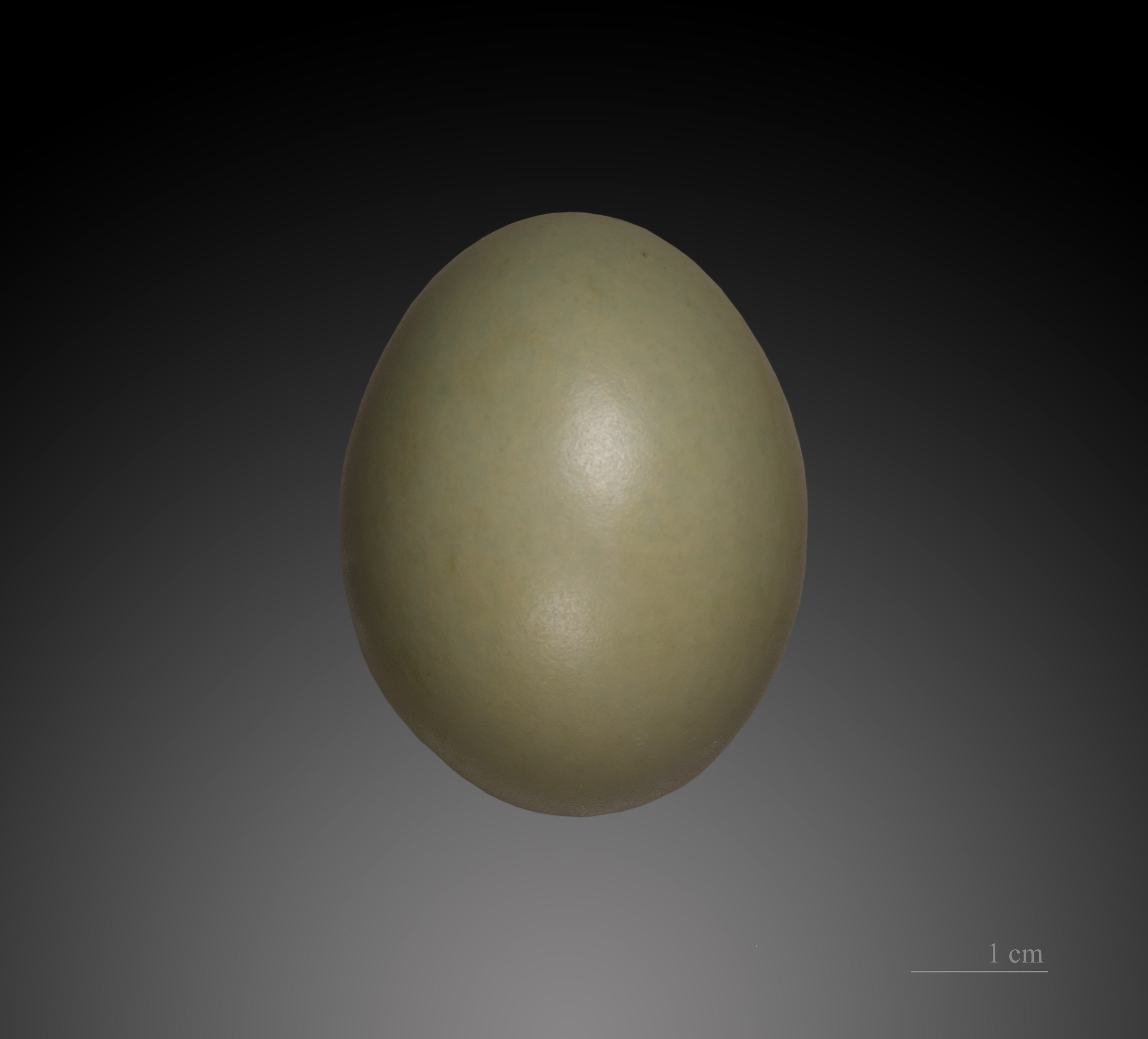
Fasanägg

Fasanen härstammar från Asien där det ursprungliga beståndet förekommer från området väster om Kaspiska havet och österut till Sydostasien och kustområden utmed Japanska havet. Fasanen har introducerats till stora delar av världen där de sedan förvildats och den förekommer från sydöstra Europa genom Centralasien till Japan och Taiwan. Vissa underarter har introducerats till Nordamerika där de har hybridiserat och utgör idag en väletablerad förvildad population.

### Underarter
Den naturliga populationen (som inte omfattar de introducerade områdena) brukar delas upp i hela 34 underarter. Nedanstående lista följer Clements et al 2019:
- colchicus-gruppen
  - Phasianus colchicus septentrionalis – norra Kaukasus
  - Phasianus colchicus coclhicus – östra Georgien till nordöstra Azerbajdzjan, södra Armenien och nordvästra Iran
  - Phasianus colchicus talischensis – sydöstra Transkaukasien
  - Phasianus colchicus persicus – sydvästra Transkaspien
  - Phasianus colchicus bergii (inkluderas ofta i turcestanicus[4] – öar i Aralsjön
  - Phasianus colchicus turcestanicus – Syr-Darjas floddal i Kazakstan
  - Phasianus colchicus mongolicus – nordöstra ryska Turkestan
  - Phasianus colchicus principalis – södra ryska Turkestan och norra Afghanistan
  - Phasianus colchicus chrysomelas – övre Amu-Darjas lopp i Turkestan
  - Phasianus colchicus zerafschanicus – Zeravsjanflodens dalgång i Uzbekistan
  - Phasianus colchicus zarudnyi – dalar utmed centrala delen av Amu-Darja
  - Phasianus colchicus bianchii – Amu-Darjas delta
  - Phasianus colchicus shawii – kinesiska Turkestan
  - Phasianus colchicus tarimensis – östcentrala kinesiska Turkestan
  - Phasianus colchicus hagenbecki – nordvästra Mongoliet
  - Phasianus colchicus edzinensis – sydcentrala Mongoliet
  - Phasianus colchicus satscheuensis – nordcentrala Kina i allra västligaste Gansu
  - Phasianus colchicus vlangalii – nordcentrala Kina i norra Qinghai
  - Phasianus colchicus alaschanicus – nordcentrala Kina, vid foten av Alashan
  - Phasianus colchicus sohokhotensis – nordcentrala Kina i oasen Sohokhoto samt Qilian Shan
  - Phasianus colchicus pallasi – sydöstra Sibirien och nordöstra Kina
  - Phasianus colchicus karpowi – nordöstra Kina (södra Manchuriet och norra Liaoning) till Korea
  - Phasianus colchicus kiangsuensis – nordöstra Kina (norra Shanxi och Shaanxi) till sydöstra Mongoliet
  - Phasianus colchicus strauchi – centrala Kina (södra Shaanxi och södra Gansu)
  - Phasianus colchicus suehschanensis – västcentrala Kina (nordvästra Sichuan)
  - Phasianus colchicus elegans – västcentrala Kina (västra Sichuan)
  - Phasianus colchicus decollatus – centrala Kina (Sichuan till Liaoning, nordöstra Yunnan och Guizhou)
  - Phasianus colchicus torquatus – östra Kina (Shandong) till gränsen mot VietnamAmerica
  - Phasianus colchicus rothschildi – sydvästra Kina (östra Yunnan) och norra Vietnam
  - Phasianus colchicus takatsukasae – södra Kina och norra Vietnam
  - Phasianus colchicus formosanus – Taiwan
- versicolor-gruppen
  - Phasianus colchicus versicolor – Japan (sydvästra Honshu och Kyushu)
  - Phasianus colchicus tanensis – Japan (centrala Honshu och Izuöarna)
  - Phasianus colchicus robustipes – Japan (nordvästra Honshu och ön Sado)

Underartsgruppen versicolor urskiljs ofta som den egna arten grön fasan (P. versicolor).

### Förekomst i Sverige
Fasanen infördes i Sverige till slottsmiljöer  på 1700-talet,  men har sedan förvildats och fått stor spridning. Stora delar av populationen kategoriseras idag som spontant förekommande av BirdLife Sverige. I Sverige förekommer den i södra halvan av landet, på Öland och Gotland, och i norr, främst utmed Östersjökusten. Den förvildade populationen anses förekomma så långt norrut som till Medelpad. Den observeras dock ända upp till Norrbotten, men de kategoriseras inte som förvildade eller spontana utan härstammar från utplanterade individer. Fasanen är inte anpassad för snörika vintrar.

## Utseende
Fasanen har liksom övriga hönsfåglar nakna hudställen på huvudet, men saknar hönsens kam och köttiga flikar. Hanarna har fjädertofsar på hjässan. Stjärten, som har 16 eller 18 pennor, är smal, mycket lång, kilformad och svagt takformigt hoptryckt. Tarsen hos hannen är försedd med sporre. Fasanhannen har en övervägande brungul kroppsfärg med huvud och hals glänsande grönblå. Den blir 53–85 cm lång, med ett vingspann på 70–90 cm.

## Ekologi

### Biotop och föda
Fasanen vistas helst i lundar och täta snår, som omges av ängar och fält och erbjuder tillgång till vatten. Under hela dagen håller de sig på marken och smyger bland buskar för att finna sin föda, som utgörs av insekter, maskar, bär och frön. Först på kvällen uppsöker de lämpliga träd för att övernatta.

### Häckning
Hanarna lever i månggifte och är under häckningsperioden mycket stridslystna. Boet består av en uppskrapning i marken, som kan fodras med torra växtdelar, där honan lägger sju till 17 olivfärgade ägg som hon ruvar i 24–25 dagar.

## Fasanen och människan

### Uppfödningshistoria i Sverige
I Sverige har flera försök gjorts att anlägga så kallade fasanerier, det första försöket gjordes i och vid den så kallade Fasanbyggnaden på Ulriksdals slott av drottning Lovisa Ulrika. Verksamheten pågick mellan 1729 och 1776. År 1846 lät kung Oscar I inrätta ett fasaneri i Fiskartorpet nära Stockholm, men uppfödandet misslyckades gång på gång, varför även detta företag upphörde, 1852. Även försök vid Näsbyholms slott i Skåne, vid Adelsnäs i Östergötland och på Öland att införa fasaner misslyckades med att åstadkomma varaktiga resultat.
Större framgång hade det storskaliga fasaneri som friherre Oscar Dickson anlade på Visingsö 1879. Här övervintrade fasanerna i det fria, och stora jakter anordnades årligen. Efter Dicksons död (1897) lades fasaneriet ned. Men 1905 levde där fortfarande förvildade fasaner.
Senare lyckades man dock på flera ställen, särskilt i Skåne och Östergötland, med att uppföda fasaner och låta dem vistas och häcka i det fria.

### Namn
Både dess vetenskapliga namn Phasianus och trivialnamnet "fasan" härstammar från det grekiska ordet Φασιανός ("phasianos"), vilket betyder "(fågel) från Phasis" . Phasis är det antika namnet på den georgiska floden som idag heter Rioni och den antika staden Phasis som ligger nära Poti. Såväl staden som floden ligger i det antika kungadömet Kolchis (latin Colchis), vilket gett upphov till artepitetet colchicus: "från Kolchis". Enligt legenden fördes fasanen från detta land till Grekland av argonauterna.

### Fasan som vilt
Huvudartikel: Småviltjakt
Fasanen är ett uppskattat jaktvilt och jagas främst med stötande och stående fågelhundar. Även vid klappjakter är fasan ett vanligt byte. Fasanens kött anses vanligen välsmakande och är en av anledningarna till jakt. Jakttiden i Sverige är 1 oktober till 31 januari (gäller hela landet) och i Finland 1 september till 28 eller 29 februari (hela landet). I en dansk studie fångades fasaner in med nät och röntgades.  Det påträffades hagel i kroppen på 6% av fasanerna från skadeskjutningar.